# Susan Howard
Susan Howard (Marshall, Texas, 28 januari 1944) is een Amerikaans actrice, schrijfster en politieke activiste.
Al op school werd ze geprezen voor haar acteertalent. In de jaren zestig en begin jaren zeventig verscheen ze al in enkele bekende televisiereeksen als The Flying Nun, I Dream of Jeannie en Star Trek, Bonanza en Mission: Impossible.
In 1974 was ze een van de hoofdrollen in dramareeks Petrocelli. Howard werd genomineerd voor zowel een Golden Globe als een Emmy Award, maar de serie werd ondanks dit toch stopgezet in 1976. Hierna dook ze weer op als gastactrice in onder ander Dallas en The Love Boat. Haar personage Donna Culver werd zo gesmaakt dat ze enkele maanden later een contract aangeboden kreeg en uiteindelijk acht jaar lang een deel ging uitmaken van de cast van de hitserie. Ze is de enige acteur van de show die ook zelf twee afleveringen schreef. In 1987 werd besloten om haar contract niet te vernieuwen. Howard zei dat ze ontslagen was omdat ze tegenstander was van de pro-abortusverhaallijn.
Na haar vertrek bij Dallas zei ze de televisiewereld vaarwel. Ze legde zich meer toe op politiek en werd een hevige voorstanderd van conservatieve zaken zoals het Tweede amendement.